# Rybitwa antarktyczna
Rybitwa antarktyczna (Sterna vittata) – gatunek średniej wielkości ptaka z rodziny mewowatych (Laridae). Występuje na wyspach, wybrzeżach i wodach oceanów półkuli południowej, w tym na Oceanie Południowym. Nie jest zagrożony wyginięciem.

## Taksonomia
Po raz pierwszy gatunek opisał Johann Friedrich Gmelin w 1789 w 13. edycji Systema Naturae. Jako miejsce pozyskania holotypu wskazał insula nativitatis Christi, co odnosiło się do Port-Christmas na Wyspie Kerguelena. Nowemu gatunkowi nadał nazwę Sterna vittata, akceptowaną obecnie (2021) przez Międzynarodowy Komitet Ornitologiczny (IOC). Epitet gatunkowy vittatus pochodzi od łacińskiego słowa vitta – „przepaska”, „wstęga”. IOC wyróżnia 6 podgatunków, podobnie jak autorzy HBW. Rybitwy antarktyczne żyjące na Macquarie, włączane w HBW i na liście IOC do S. v. bethune, bywają wydzielane do podgatunku S. v. macquariensis.

## Podgatunki i zasięg występowania
IOC wyróżnia następujące podgatunki:
- S. v. tristanensis Murphy, 1938 – Tristan da Cunha i Gough[6];
- S. v. sanctipauli Gould, 1865 – Amsterdam, Wyspa Świętego Pawła[6];
- S. v. georgiae Reichenow, 1904 – Georgia Południowa, Orkady Południowe, Wyspa Bouveta[6];
- S. v. gaini Murphy, 1938 – Szetlandy Południowe, Półwysep Antarktyczny (na południe po Zatokę Małgorzaty)[6];
- S. v. vittata J.F. Gmelin, 1789 – Wyspy Księcia Edwarda, Wyspa Mariona, Wyspy Crozeta, Wyspy Kerguelena, Wyspa Heard[6]. Gniazduje na południe od równoleżnika 46°S[4];
- S. v. bethunei Buller, 1896 – Wyspa Stewart, Wyspy Snares, Wyspy Auckland, Wyspa Campbella, Macquarie, Bounty, Wyspy Antypodów[6].

## Morfologia
Długość ciała wynosi 35–40 cm. Masa ciała 150–180 g (przeciętnie latem 167–170, zimą 197–205 g; 114–171 g u przedstawicieli S. v. bethueni z wyspy Campbella), rozpiętość skrzydeł 74–79 cm. W szacie godowej u dorosłych osobników obecna jest ciemna czapeczka kontrastująca z jaskrawoczerwonym dziobem i białymi policzkami. Upierzenie jest niemal w całości prawie szare, na skrzydłach czerń widnieje jedynie na krawędzi zewnętrznej lotki. Nogi czerwone. W szacie spoczynkowej czarną czapeczkę zastępuje czarny obszar zaczynający się za okiem. Spód ciała jest biały, dziób matowy, ciemnoczerwone. Osobniki młodociane na grzbiecie mają płowe, szare i białe wzory, boki ciała zauważalnie płowe, zaś dziób czarny, matowy, a nogi matowoczerwone.

## Ekologia i zachowanie
Środowiskiem życia rybitw antarktycznych są wybrzeża i wyspy okolic Antarktyki i terenów subantarktycznych. Najchętniej wybierają zatoki ze skalistymi wybrzeżami lub klifami oraz przybrzeżne zbiorniki, nierzadko zawierające duże skupiska wodorostów. Poza sezonem lęgowym część osobników wędruje na wody strefy pelagicznej, odległe od lądów. Niekiedy pojawiają się u wybrzeży Afryki i Ameryki Południowej w strefie umiarkowanej, do których to wybrzeży przylegają obszary z chłodnymi prądami. Najchętniej gniazdują na skalistych wybrzeżach tuż u wybrzeża lub nieco w głąb lądu, na głazach u podstaw klifów, w szczelinach, na półwyspach, niewielkich wysepkach, połaciach kamieni nieopodal wód słodkich i kamienistych plażach. Rzadko wybierają inne otoczenie, jak żwirowe plaże. Rybitwy antarktyczne żerują przy brzegu, głównie w strefie wodorostów. Pożywieniem tych ptaków są głównie niewielkie ryby, jedzą również wieloszczety, mięczaki, skorupiaki, owady i algi.

### Lęgi
Lęgi odbywają się głównie w listopadzie i grudniu z lokalnymi różnicami wynikającymi z klimatu i dostępności pożywienia. Rybitwy antarktyczne gniazdują w koloniach, niekiedy osobno lub w niewielkich grupach. Gniazdo może zostać umieszczone na nagiej ziemi lub wśród lichej roślinności. Ma formę płytkiego zagłębienia, przeważnie wyściełanego spłaszczoną roślinnością. Zniesienie liczy 1 lub 2 jaja. W wysiadywaniu i opiece nad młodymi biorą udział obydwa ptaki z pary. Inkubacja trwa 23–25 dni.

## Status
IUCN uznaje rybitwę antarktyczną za gatunek najmniejszej troski (LC, Least Concern) nieprzerwanie od 1988 (stan w 2021). Globalny trend liczebności populacji nie jest znany; wiadomo jedynie, że liczebność podgatunku S. v. sanctipauli spada.